# Villa Zillerstraße 3 (Radebeul)
Die Villa in der Zillerstraße 3 liegt im Stadtteil Niederlößnitz der sächsischen Stadt Radebeul. Sie wurde in den Jahren 1874–76 durch die Gebrüder Ziller errichtet.

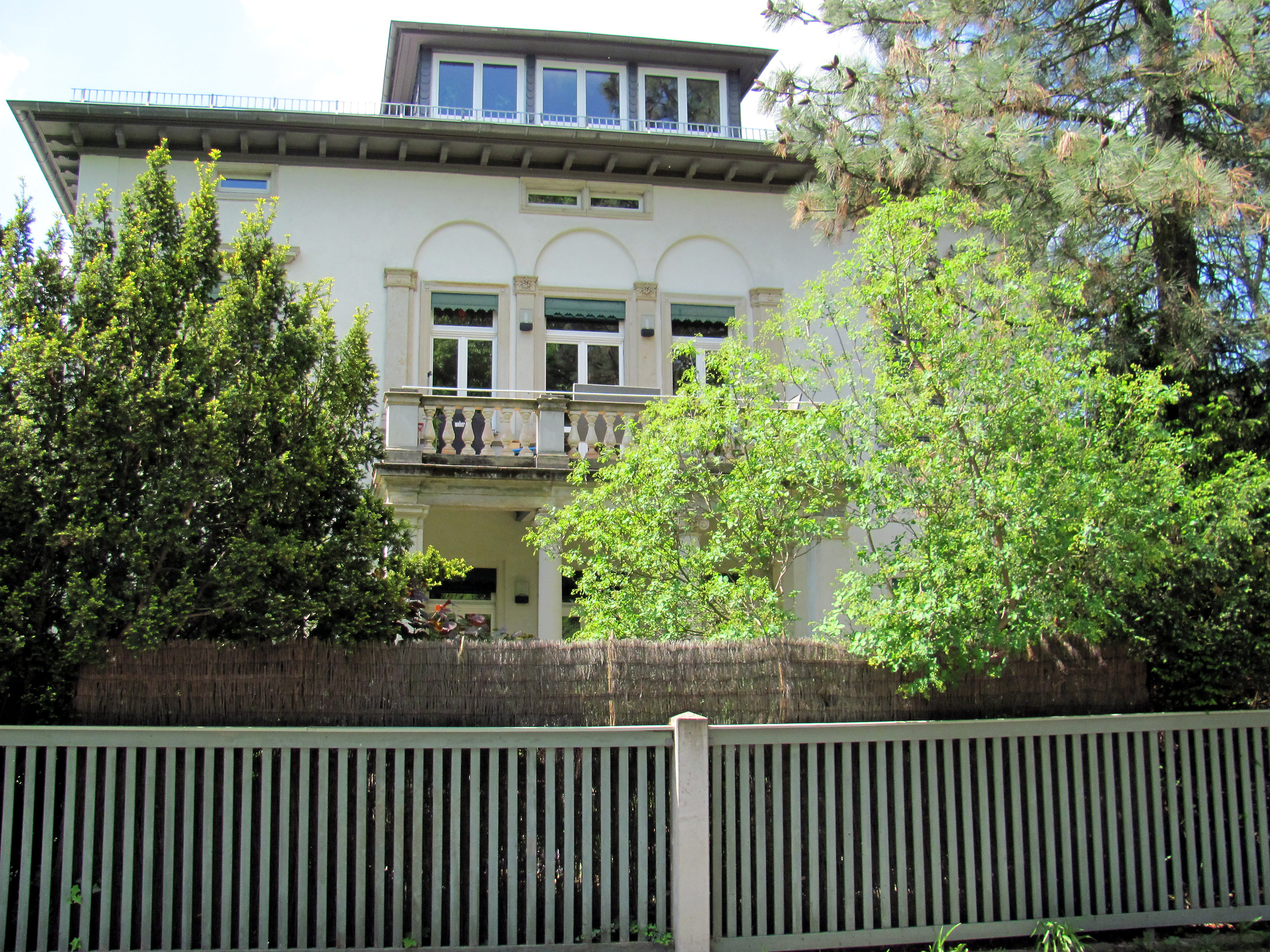
Villa Zillerstraße 3

## Beschreibung
Die zweigeschossige, heute unter Denkmalschutz stehende Villa ist ein Putzbau mit einem Kniestock sowie einem flachen, schiefergedeckten Walmdach, unter dessen weit überkragender Traufe sich ein Balkenkopffries befindet. In der traufständigen Straßenansicht steht mittig im Dach eine breite Gaube. In der fünfachsigen Fassade darunter befindet sich eine Terrasse mit einem pfeiler- und säulengestützten Söller aus Sandstein mit einer Balustrade aus ebensolchen Pfeilern mit dazwischengesetzten Balustern aus Terrakotta. Die zwei mittleren Tragsäulen im ionischen Stil „weisen je ein schönes Volutenkapitell mit Blattschmuck und einen interessant gegliederten Basenschaft auf“. Die mittleren drei Fenster des Obergeschosses sind durch fünf Sandstein-Pilaster mit geschmückten Kapitellen zusammengefasst und durch drei Rundbogenüberhöhungen als Lünetten betont.
Die beiden außenstehenden Fenster des Obergeschosses tragen horizontale Verdachungen, dazu wie alle anderen profilierte Sandstein-Gewände. Zusätzlich weisen die Fenster für ihre Zeit typische Außenschabracken für Holzjalousien auf. Im Drempel befinden sich kleine, flache Fenster.
In der rechten Seitenansicht befindet sich ein „zillertypischer kleiner Eingangsbau mit Rundbogen und Schlussstein, einen Frauenkopf zeigend“. Dazu kommt eine kleine Freitreppe. Das rückwärtig angebaute Wirtschaftsgebäude mit Walmdach hat geringere Geschosshöhen. Es wurde nach 1990 umgebaut und erweitert.
Durch die Reduzierung der Glattputzgliederung ging die ursprüngliche Fassadengestaltung mit Gesimsen, Quaderputz sowie Drempelmalerei verloren. Lediglich die Gebäudekanten werden durch Ecklisenen eingefasst.
Die Einfriedung besteht aus schlichten Holzzaunfeldern zwischen Glattbetonpfeilern.

## Ähnliche Gebäude
- Villa Zillerstraße 11